# Jarcia de labor

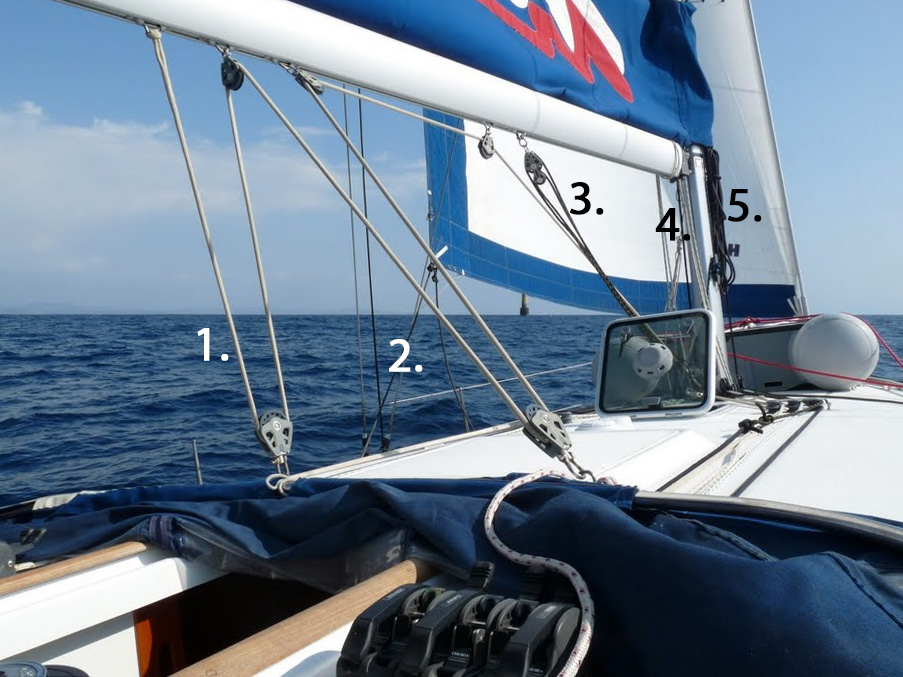
Jarcia de labor en un velero:

La jarcia de labor (o cabos de labor), es la jarcia de un velero que se utiliza para izar, arriar, dar forma y controlar las velas, a diferencia de la jarcia fija, que sostiene el mástil y el bauprés . El aparejo corriente varía entre las embarcaciones que están aparejadas de proa a popa y las que tienen aparejo cuadrado.

## Historia de los materiales
En los siglos pasados, el aparejo de un barco se fabricaba típicamente con cuerdas . En el siglo XIX, esto se conocía comúnmente como Manilla, una referencia al origen de muchos cabos de buena calidad. Tradicionalmente, la jarcia de labor se reconocía fácilmente ya que, por su flexibilidad, no estaba recubierta con alquitrán y, por lo tanto, era de un color más claro que la jarcia fija que estaba alquitranada para protegerla de la intemperie y, por lo tanto, era más oscura o incluso negra. En las embarcaciones modernas, es probable que el aparejo de labor esté hecho de fibras sintéticas, mientras que el aparejo fijo suele estar hecho de " cable de acero " de acero inoxidable. Desde la década de 1990, varias fibras sintéticas nuevas se han vuelto comunes, particularmente en barcos de regata y otros barcos de vela de alto rendimiento. Estas fibras incluyen polietileno de ultra alto peso molecular ( UHMWPE ) (también conocido como Spectra o Dynema), Vectran y Technora .

## Embarcaciones con aparejo proa-popa
Las embarcaciones con aparejos de proa y popa tienen aparejos que sostienen, dan forma y ajustan las velas para optimizar su rendimiento en el viento.

### Tipos
- Las drizas se utilizan para izar velas y controlar la tensión del grátil. En los yates grandes, la driza vuelve a la cubierta, pero en los barcos de regata pequeños, la cabeza de la vela está unida al tope del mástil con un cabo corto.[2]
- Los amantillos, que sostienen botavaras y tangones en alto.[2]
- Los brioles van desde la baluma de una vela aparejada de proa a popa (un spanker o una mesana latina, por ejemplo) hasta el garfio y el mástil y cumplen la misma función que los cabos: tirar de la vela cuando se enrolla. En este caso, sin embargo, la acción es más horizontal que vertical, tirando la vela hacia adelante, hacia el grátil y un poco hacia arriba, hacia el garfio.[3]

## Buques de aparejo cuadrado

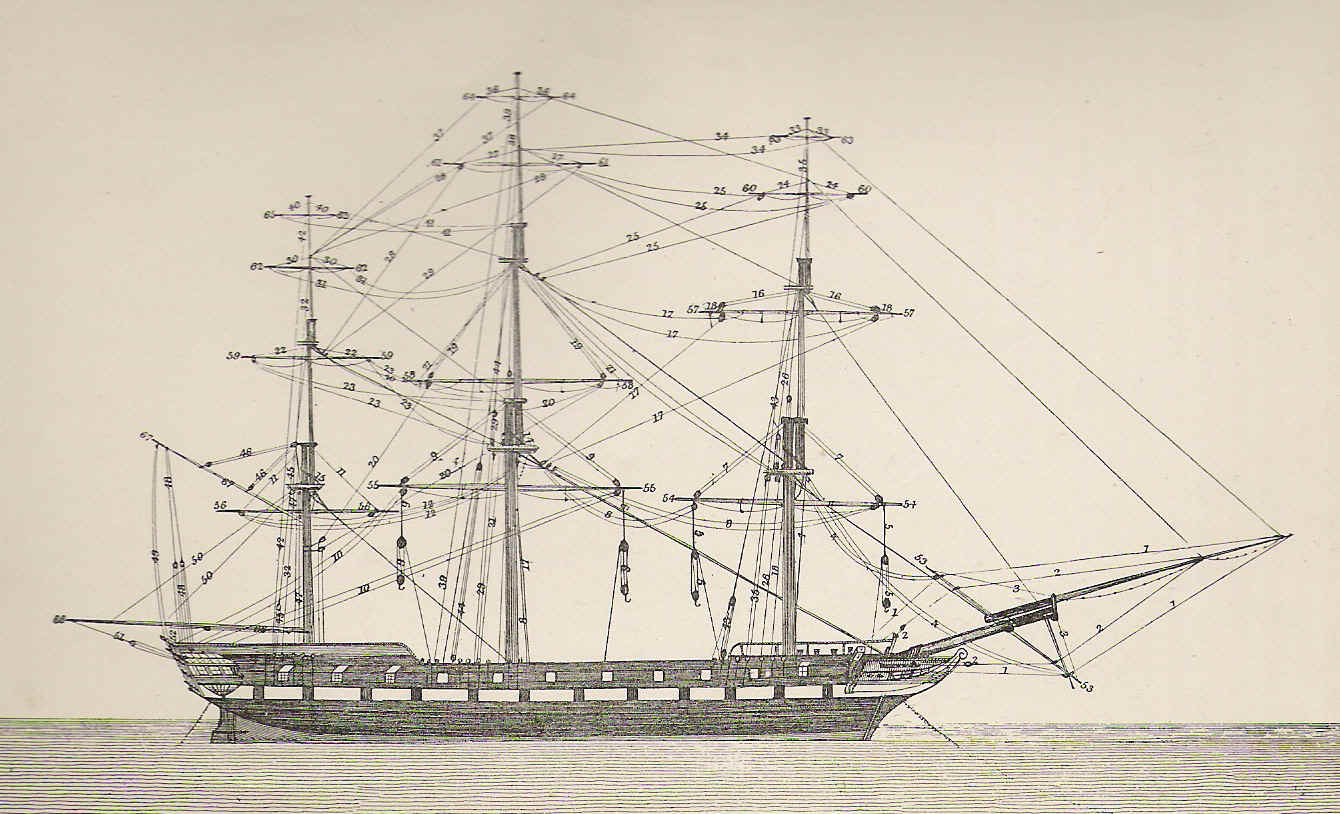
Diagrama de funcionamiento del aparejo en un barco con aparejo cuadrado.

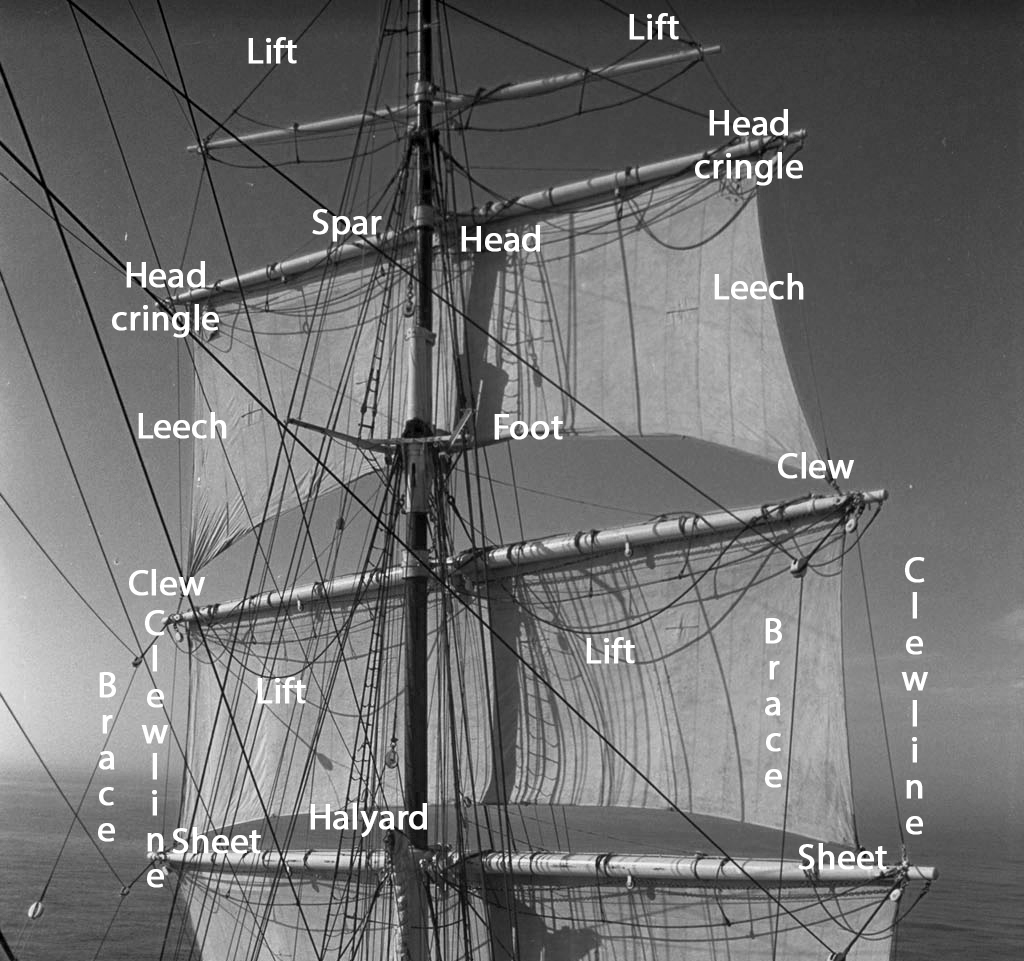
Bordes y esquinas cuadradas de la vela (arriba). Aparejo corriente (abajo).

Los buques con aparejo cuadrado requieren más líneas de control que los de aparejo proa-popa.